# بحيرة إصبعية
البحيرة الإصبعية (بالإنجليزية: Finger lake)‏، هي جسم خطي ضيق من المياه يحتوي قعره على وادي جليدي، أو سد من الركام الجليدي.

## أمثلة

### نيوزلندا

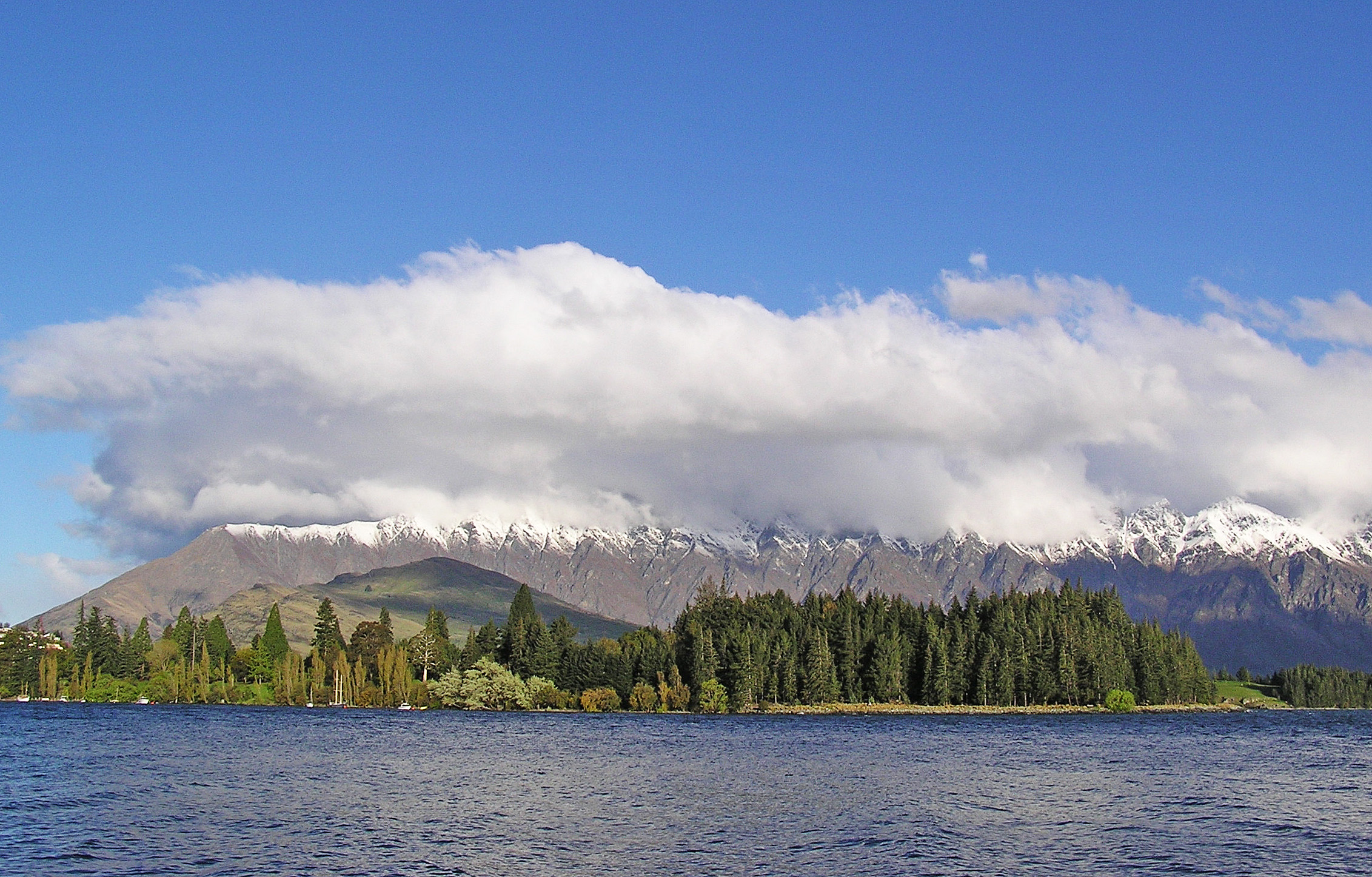
بحيرة واكاتيبو

- بحيرة واكاتيبو

### المملكة المتحدة
- ليك ديستريكت

### الولايات المتحدة
- البحيرات الإصبعية